# B壱
『B壱』（ビーいち）は、大久保篤の漫画作品。『月刊少年ガンガン』（スクウェア・エニックス刊）において2001年11月号から2003年6月号まで連載されていた。全4巻。

## 概要
『月刊少年ガンガン』2001年3月号に掲載された、読みきり作品「一善の骨」の内容を引き継ぐ形で連載を開始。多くの伏線を張ってあるが、全て消化しきれず打ち切りにより連載終了。その後、連載終了から約4年後の2007年11月に、ドラマCDが発売された。
タイトルの『B壱』は「BONE（骨）」の「B」と「一日一善」の「一」をとったもの。「BONE」だけでも「B-ONE」となるが、これは偶然である。

## あらすじ
人類の進化の「道」を「化」かした「師」である「道化師」、そして人間や妖怪が入り混じる世界。邪本の中心都市・TOY京にて、ある出来事を通じて将太郎と真夏は出会った。二人は将太郎の幼少時代の友達「エミネ」を探す旅へと出立する。

## 世界観・用語解説
道化師
普通の人間は脳の30%も使っていないが、「道化師」は脳の50-60%も使い、特殊な奇術（能力）を使用できる人間のことを指す。代償として能力と相対する「制約」を守らなければならない。守らなければ、自分の中の「大切なもの」が失われてしまう。
道化師とはすべて後天的になるものであり、変化する原因は周囲の人間からの虐待に対して防衛本能で潜在能力が目覚めるためとされる。その特異な能力のために差別を受ける者も多く、邪本政府に至っては政府公認の下、裏で道化師狩りと称する絶滅政策まで行っている。そのため、一部の道化師側も自衛のために多数の組織からなる道化師連合を立ち上げている。
邪本（ジャポン）

TOY京（トイキョウ）

中極（ちゅうごく）

## 登場人物

### 主要人物
将太郎（しょうたろう）
声 - 田中真弓
- 能力：生物の骨からその生物の力を引き出す
- 制約：一日一善

本作の主人公。道化師。友人のエミネを探す旅に出ている。ふだんの性格は明るく朗らかで、世間知らずな面もある。カリスマジャスティスに憧れている。
幼い頃から孤児で、いつもエミネと一緒にいた。そして孤児であるからという理由だけでエミネと共に虐待の標的されており、その時に胸を包丁で刺された為、胸に傷跡がある。動物達のような力があればエミネを守れるという気持ちが道化師へと目覚めさせた。『狂骨の将太郎』の異名を持つ。一日一善の制約故に感謝されるが、一日一悪の制約で苦しむエミネを見て苦悩する。制約を破りたくてもお互いがもっとも大切にしている「友情」を失いたくないため制約を守らざるを得ない。
狂骨（きょうこつ）
声 - 島田敏
将太郎の中に存在するピエロの格好をしたドクロ。
檜 真夏（ひのき まな）
声 - 千葉紗子
旅先々で目的地を占ってもらいながら賞状を集める旅をしている少女。その途中、将太郎に出会い、共に旅をすることになる。出身は武術が盛んな中極地方で、その体術は道化師らと渡り合えるほどに強い。一子相伝の拳法の家に生まれ、そのためにいつも弟しか稽古をつけてもらえなかった。その負い目から、幼少の頃は同年代の子供たちから「ミゴ真夏＝ひっくり返して生ゴミ」などと言われ、バカにされ虐められていた。そのため、友達を作ることに憧れており、明るく振舞うようにしている。
七海 陽平（ななみ ようへい）
声 - 中野裕斗
フリーランスの発明家であり、趣味は二足歩行ロボットの開発。ハッキングやチップの開発を軽々とこなす。恐怖工場からの依頼で武器の開発を行っていたが、巨大恐怖ロボットの制御チップの開発を依頼された際に偽のチップを渡して逃走したため追われる身となる。かつては政府の道化師狩りの部隊長をやっていたが、ノフィックスとの戦いの際に部下を全滅させてしまった過去を持つ。その際、自らの愛銃「法を守る銀の銃（ロウ･アバイティング･シルバーガン）」を捨て、仲間を作ることも拒むようになったが、将太郎らと出会い、再び仲間を信じるようになる。ぶっきらぼうだが根は優しい性格。愛煙家で、三人前の料理を平らげる大食漢でもある。
トゥール
声 - うえだゆうじ
ゴミの山の中で育った河童。陽平の古くからの友人。胡瓜ではなくキウイが好物。「ハゲ」と言われるとキレる。ふだんはIC県のゴミ捨て場で一人ひっそりと暮らしており、数か月に1回キウイを買いに行く時だけ街に現れる。ゴミの中で育ったため「物の声」を聞くことができ、また河童であるため物の「しりこだま」を抜くことができる。

### 道化師連合

#### エミネ一派
エミネ
声 - 石田彰
- 能力：治癒、蘇生、自分の血から作り出した血坊主に生物の命を吹き込む
- 制約：一日一悪

将太郎の幼馴染。道化師。『白沢のエミネ』の異名を持つ。道化師連合では監視役の立場にある。本人曰く「七つの大罪」を全て背負って生きている。将太郎を守りたい思いから道化師に目覚めたが、一日一善と一日一悪という相反する制約故に将太郎と共にいることが出来ない。孤独と無関心と一握りの不平不満で出来ていると自分を評し、一握りの不平不満「心許せる友人と共に居られないならひとりぼっちの方がましだ」との思いから、世界を破壊することを宣言する。
白沢（はくたく）
声 - てらそままさき
エミネの中に存在する獣。
鈴 琴羽（リン＝キンパー）
声 - 平野綾
- 能力：人体自在破壊（自分の体を自在に痛めつけることができる）
- 制約：他人に尽くす

道化師。幼少の頃から父親に虐待され、「殺したいほど憎んでいる父に体を傷つけられる位なら、自分でこの身を裂いてやりたい」という思いから人体自在破壊の能力に目覚める。この能力によって、彼女は傷つけられる前に自ら体を裂いて避ける事ができる。本人曰く、エミネの盾。
アップル＝シノダ
声 - てらそままさき
- 能力：究極運動神経（人間の持っている運動能力を極限まで活用することができる）
- 制約：知恵の果である林檎を食べる

道化師。制約によりいつも林檎を食べている。小指の爪で自らの全体重を支えたり空気との摩擦で燃えるパンチを打ったりとまさに究極運動神経の名に相応しい力を持つ。本人曰く、エミネの矛。

#### 幸福工場（恐怖工場）
道化師連合中最大勢力を誇る組織。IC県に本社を持ち、表向きは総合電機製造企業「幸福工場（ハッピー・ファクトリー）」として広く知られており、社会的評価も高い。その真の顔は兵器製造を行う死の企業「恐怖工場（フィアー・ファクトリー）」であった。幸福工場としての顔を見せている時ですら自然環境を無視する姿勢を見せていた。
なお、作中で強権を振るったのは副社長のロディジーであり、社長は陽平の手により入院中との記述が見られるのみで未登場である。
ロディジー
声 - 若本規夫
- 能力：光と電気を放つ
- 制約：光を浴びる

幸福工場（恐怖工場）副社長だが、作中では工場の全権限を握っていた。道化師。『雷獣のロディジー」の異名を持つ。世界征服の野望を持ち、道化師連合に内緒で恐怖ロボを制作。IC県を支配し、住民を奴隷のように働かせる計画を立てていた。特権意識が強く、他者を「ブタ」呼ばわりするのが口癖。
なお、その髪型と能力は『ソウルイーター』のオックス・フォードに受け継がれた。
上井 零次（あげい れいじ）
声 - 緒方賢一
ロボット博士。恐怖ロボットのチップ以外の部分を作った張本人。狸のような容姿をしており、口癖は「～じゃないか」。メカに詳しく、陽平が作ったロボットを一目で見分ける事が出来る。「立日80（タチヒエイティー）」というマシーンで真夏に戦いを挑むが、敗れる。
ノフィックス
声 - 石野竜三
- 能力：回転を自在に操る
- 制約：短命

サイコパスの「道化師」。強大な力を持ち『回転王』の異名を持つ。人殺しをすることに何も抵抗を感じない異常者。「短命」という制約の中で人を殺し続け、自らを進化させ続けている。渦巻いた瞳と頭に巻かれたバンダナが特徴的。
恐怖工場に入社し、ロディジーに協力していたが、実際はエミネたちによって送られた内通者であり、「暴れられる場」の提供を条件に恐怖工場の監視と恐怖ロボの奪取を計画していた。
三種の回転を操る。回転運動を支配する「回転之力」、心臓に極度の負担をかける代わりに受けた傷を超高速回転で再生する「回転細胞」、目を合わせた人物に対し、数秒前の視覚映像を巻き戻し、誤認させる「視覚の回転」である。その力は道化師狩りの一部隊を壊滅させるなど、かなり強力。また、終盤にはに四つ目の能力に目覚めたらしき描写も有る。
狂人だが、意外と知性派。セリフ回しは極めて異常でありながらも本作の非凡なセンスを象徴する人物である。
ソレンス隊長
- 能力：体の中で多種多様のガスを作る
- 制約：深呼吸をしないといけない

道化師。恐怖工場を裏切った陽平を追っていたが、撃退される。その後、任務失敗により恐怖工場から解雇されると考え、自暴自棄になりTOY京タワーに立て籠もるが将太郎に倒され、逮捕される。恐怖工場には16年間勤務していたらしい。独身。
ズーノ
- 能力：伝波キャッチ
- 制約：自分の記憶を一つ消去する

恐怖工場の諜報課課長。道化師。あらゆる伝波をキャッチできるという諜報に優れた能力を持つが、制約のため、大事な事を忘れても生活できるようにアシスタントと共に行動している。すぐに物事を忘れてしまい、マトモな仕事に就けなかったので、恐怖工場に入社した。
アッシー
ズーノのアシスタント。「アッシー」というのは本名なのかどうかは不明。ズーノの制約のため彼の大事な用件を覚えておく役割で、そのため常にメモ帳を持っている。一人称は「アッシ」で、ズーノのことを「親分」と呼ぶ。

### その他の人物
カリスマジャスティス
実在の人物で正義の味方。彼をモデルにしたテレビ番組があるほどの人気者で、特に子供からの人気は絶大、彼と同じぐらい（奥様に）人気の「ベクトル・ジバコ」と合わせて二大ヒーローと称される(最終話の彼の台詞から、ベクトル・ジバコも実在する人物であることがわかる)。必殺技は「ジャスティスブレード」。
作者の別作品『ソウルイーター』では漫画のキャラクターとして登場している。
タスト兄弟
- 能力：水むくみ（変化能力）
- 制約：乾燥させた物しか食べられない

道化師の兄弟。自らの能力でTOY京都知事になりすまし、都庁の乗っ取りを画策するが、将太郎と真夏に倒される。
クリスティーナ・S・インブロリア
TOY京都で占い師をしている道化師。将太郎と真夏に対して占いを行った。
鬼助（きすけ）
鬼一族の生き残り。「鬼の角」目当てのハンターに両親を殺されて以来、人間に心を開かなくなったが、将太郎の説得により考えを改めるようになる。

## 関連商品

### 単行本
- 大久保篤『B壱』スクウェア・エニックス〈ガンガンコミックス〉
  1. 2002年4月22日発行 ISBN 4-7575-0661-9
  2. 2002年8月22日発行 ISBN 4-7575-0734-8
  3. 2003年3月22日発行 ISBN 4-7575-0874-3
  4. 2003年7月22日発行 ISBN 4-7575-0965-0

### ドラマCD
2007年11月21日にフロンティアワークスから発売。